# 前田長禧
前田 長禧（まえだ ながとみ、明和2年（1765年） - 文化2年7月8日（1805年8月2日））は、江戸時代の高家旗本。前田長敦の長男。通称は永次郎、靭負。官位は従五位下侍従・信濃守。
安永元年（1772年）12月15日、将軍徳川家治に御目見する。安永5年（1776年）6月5日、父長敦の死去により家督を相続する。表高家に列する。安永7年（1778年）6月、遠江国内の領地を武蔵国多摩郡内に移される。安永9年（1780年）6月17日、高家職に就き、従五位下侍従・伊豆守に叙任する。後に信濃守に改める。文化2年（1805年）7月8日死去、41歳。
正妻は遠山伊氏の娘。長男長英ら2男1女あり。